# Gustav Hacker
Gustav Hacker (* 20. September 1900 in Lubau bei Podersam, Österreich-Ungarn; † 3. Juni 1979 in Wiesbaden) war ein deutschböhmischer Landwirt und Politiker (BdL, SdP, NSDAP, später GB/BHE, GDP, GDP/BHE) sowie Vertriebenenfunktionär.

## Leben und Beruf
Hacker wurde als Sohn eines deutschböhmischen Landwirts geboren. Nach dem Schulbesuch nahm er auf österreichischer Seite als Soldat am Ersten Weltkrieg teil. Später erhielt er, wie alle Deutschen in Böhmen, die tschechoslowakische Staatsbürgerschaft.
Nach dem Abitur 1918 studierte Hacker an der Höheren Landwirtschaftlichen Landesschule in Kaaden, arbeitete zunächst in praktischer Tätigkeit auf landwirtschaftlichen Gütern und übernahm anschließend den elterlichen Hof. 1921/22 leistete er Wehrdienst in der tschechoslowakischen Armee. In den 1920er Jahren war er Mitbegründer und Vorsitzender des Bundes der Deutschen Landjugend. In dieser Funktion wirkte er bei der Gründung von Bauernschulen mit, u. a. 1925 als Gründer der Westböhmischen Bauernhochschule.
Hacker war Vorsitzender des Verbands der landwirtschaftlichen Bezirksvorschusskassen und wurde 1938 Aufsichtsratsvorsitzender der Sudetendeutschen Zucker-AG. Außerdem war er Direktor des land- und forstwirtschaftlichen Zentralverbands für Böhmen und Mähren. Im besetzten Prag war er Mitarbeiter im Landwirtschaftsministerium. Als deutscher Staatsbürger nahm er von 1941 bis 1945 als Soldat am Zweiten Weltkrieg teil. Als Leiter der Staatsgüterverwaltung bei der Rüstungsinspektion Ukraine, Rüstungskommando Dnjepropetrowsk, war er vermutlich als Sonderführer Z (ziviler Experte im Offiziersrang) eingesetzt. Zuletzt wurde er zum Hauptmann der Reserve befördert.
Nach dem Kriegsende wurde Hacker 1945 als Kriegsverbrecher vom Volksgericht in Prag zu vier Jahren Kerker verurteilt.  Er wurde 1949 aus der Haft entlassen, siedelte im Dezember 1949 als Heimatvertriebener in die Bundesrepublik Deutschland über und ließ sich in Hessen nieder. Dort engagierte er sich in Vertriebenenorganisationen.
1968 wurde er Präsident des Bauernverbands der Vertriebenen in Bonn.

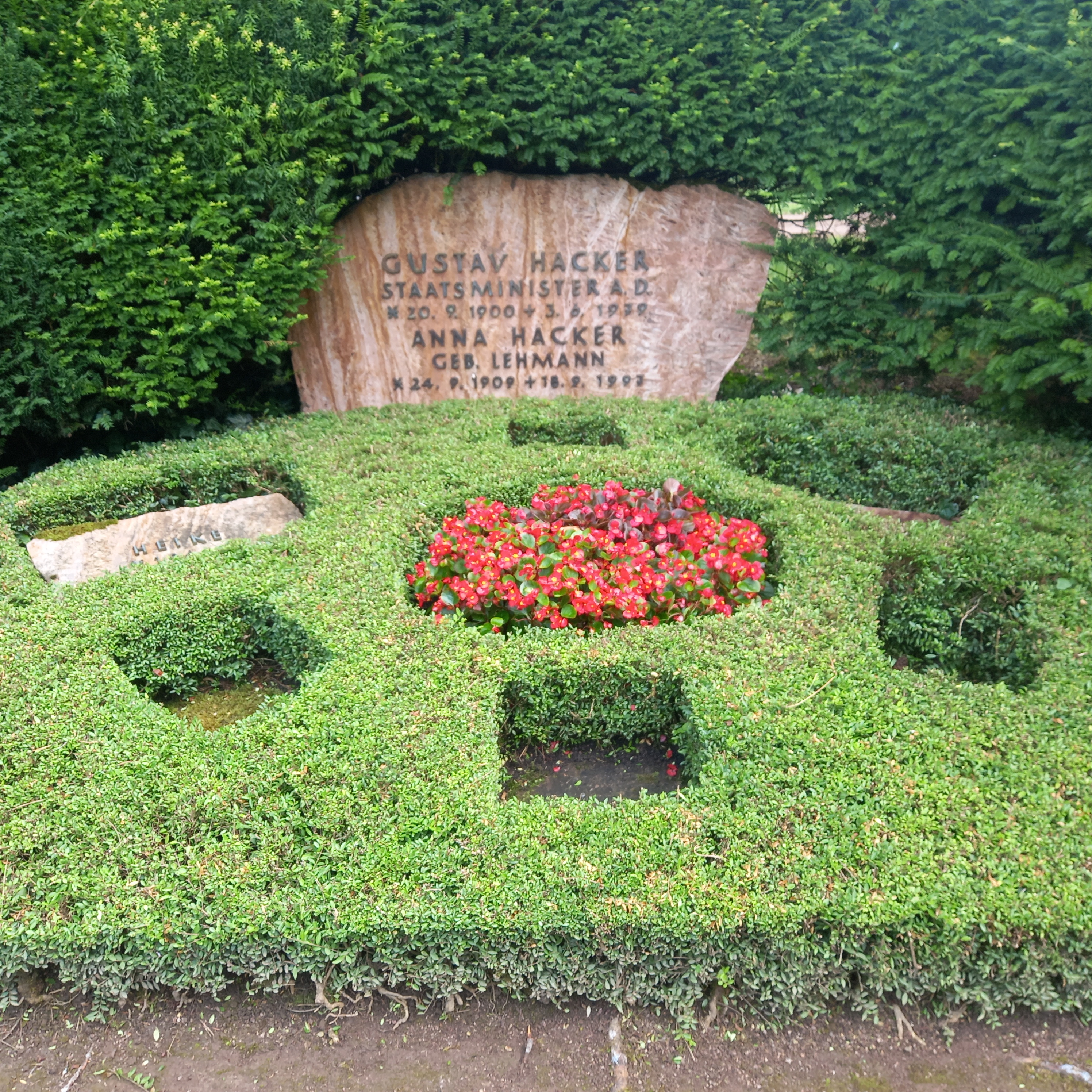
Das Grab von Gustav Hacker und seiner Ehefrau Anna geborene Lehmann auf dem Südfriedhof (Wiesbaden)

## Partei
Hacker schloss sich dem Bund der Landwirte in der Tschechoslowakei (BdL), einer sudetendeutschen Bauernpartei, an und wurde 1936 zum Vorsitzenden der Partei gewählt. Zum 22. März 1938 veranlasste er die Überführung seiner Partei und ihrer Abgeordneten in die von Konrad Henlein geleitete Sudetendeutsche Partei (SdP), die nach der Annexion des sudetendeutschen Gebietes durch das Großdeutsche Reich später der NSDAP unterstellt wurde. Eine automatische Übernahme der Mitglieder erfolgte nicht. Hacker trat dann 1938 in die NSDAP ein. Hacker trat in den 1950er Jahren dem GB/BHE bei. Durch den Zusammenschluss des GB/BHE mit der DP im Mai 1961 zur GDP wurde er deren Mitglied. Im September 1962 benannte sich die GDP in GDP/BHE um. 1963/64 war er hessischer Landesvorsitzender der GDP/BHE.

## Abgeordneter
Hacker war von Mai 1935 bis März 1939 Mitglied der tschechoslowakischen Nationalversammlung.
Von 1954 bis zum 13. Februar 1955, von 1958 bis zum 30. November 1959 und von 1962 bis zum 10. November 1964 gehörte Hacker dem hessischen Landtag an.

## Öffentliche Ämter
Nach den Landtagswahlen 1954 und der Bildung einer Koalition aus SPD und GB/BHE wurde Hacker am 19. Januar 1955 als hessischer Staatsminister für Landwirtschaft und Forsten in die von Ministerpräsident Georg August Zinn geführte Landesregierung berufen. Er galt Umfragen zufolge zeitweise als der nach Zinn populärste Politiker in Hessen. Während seiner Amtszeit beteiligte er sich u. a. an der ländlichen Strukturpolitik des Großen Hessenplans. Nach der Bildung einer SPD-Alleinregierung schied er am 19. Januar 1967 aus der Landesregierung aus und wurde als Landwirtschaftsminister von Tassilo Tröscher abgelöst.

## Ehrungen
- Großes Bundesverdienstkreuz mit Stern und Schulterband, 1965
- Ehrenplakette des Bundes der Vertriebenen (1979)
- Gustav-Hacker-Stiftung, 1981
- Gustav-Hacker-Siedlung in Groß-Umstadt
- Gustav-Hacker-Weg in Schlangenbad

Er war Ehrenmitglied der Burschenschaft Germania-Tetschen-Liebwerd (1960) und Ehrenmitglied der Burschenschaft Sudetia München.